# شاي رشيف
شاي رشيف (((بالعبرية: שי רשף‏)، ولد في 11 سبتمبر 1955) وهو رائد في مجال التعليم أمريكي إسرائيلي الجنسية، مؤسس ورئيس كلية الناس التي تم تأسيسها في عام 2009، أول جامعة إلكترونية غير ربحية، خالية من الرسوم الدراسية، معتمدة على الإنترنت. تمت مشاهدة محاضرته في مؤتمر تيد، بعنوان «شهادة جامعية منخفضة التكلفة للغاية» أكثر من 4.7 مليون مرة.

## السيرة الذاتية
حصل رشيف علي شهادة الماجستير في السياسة الصينية من جامعة ميشيغان. في الفترة ما بين عام 1989 وعام 2005، كان الرئيس التنفيذي لمؤسسة تعليمية هادفة للربح وإعداد اختبار ثم رئيس مجلس إدارة مجموعة كيدوم التابعة للمؤسسة. انضم رشيف إلي مجموعة كيدوم في عام 1989 عندما كانت شركة منتج واحد مع عائدات 100,000 دولار. تحت قيادته نمت كيدوم لتصبح شركة تمتلك إيرادات سنوية تزيد عن 25 مليون دولار مع أكثر من 1000 موظف و50,000 طالب في السنة. في عام 2005، باع الشركة لشركة كابلان، واحدة من أكبر شركات التعليم في العالم وفرعًا لواشنطن بوست.
في الفترة ما بين عام 2001 وعام 2004، عندما كان رشيف يشغل منصب رئيس مجلس إدارة كيدوم، عاش في هولندا حيث ترأس KIT للتعليم الإلكتروني، وهي شركة تابعة لشركة كيدوم. في عام 1999 أصبحت KIT شريك التعليم الإلكتروني لجامعة ليفربول، وكانت أول جامعة عبر الإنترنت خارج الولايات المتحدة، توفر شهادة الماجستير في إدارة الأعمال وشهادات في تكنولوجيا المعلومات. في عام 2004 حازت علي جائزة التعليم ولتحافظ علي شراكتها مع جامعة ليفربول قامت بتغيير أسمها إلي الحائز على جائزة التعليم على الإنترنت.
في يناير عام 2009 أسس رشيف كلية الناس، وهي مؤسسة أكاديمية غير ربحية عبر الإنترنت تسعى إلى زيادة توافر التعليم العالي من خلال تقديم شهادات تعليمية مجانية.

## الحياة الشخصية
يعيش رشيف في باسادينا، كاليفورنيا متزوج ولديه أربعة أبناء.

## الجوائز والتقدير
- في عام 2009:
  - حصل رشيف علي جائزة واحدة من أكثر 100 شخص إبداعا في مجال الأعمال التابعة لمجلة فاست كومباني.
  - تم اختياره بواسطة مجلة ون ورد ضمن قائمة «رجال 2009».[8]
- في عام 2010:
  - حصل على زمالة من قبل أشوكا.[9]
  - أصبح مستشارا رفيع المستوي لتحالف الأمم المتحدة العالمي لتكنولوجيا المعلومات والاتصالات والتنمية.[10]
  - رن جرس الإغلاق في بورصة ناسداك في مدينة نيويورك.[11]
  - حصل على عضوية مؤسسة كلينتون العالمية نيابة عن عملة في كلية الناس في هايتي.[12]
  - تم اختياره في قائمة هافينغتون بوست أكثر الرجال تأثيرا في التعليم.[13]
- في عام 2011، حصل على عضوية شركاء لبداية جديدة.[14]
- في عام 2012:
  - تم اختياره واحد من «50 شخصًا يغيرون العالم» من قبل القائمة الذكية لمجلة وايرد 2012.[15]
  - حصل على جائزة «أفضل مفكر عالمي» من قبل أفضل 100 مفكر عالمي في مجلة فورين بوليسي.[16]
- في عام 2014، تم دعوته لتقديم نقاش في كلية الناس.[3]
- في عام 2015، احتل المرتبة الثامنة في قائمة 100 من رواد الأعمال الأكثر رحمة في مجلة سالت.[17]
- في عام 2016، حصل على جائزة الأمير للأعمال الخيرية المبتكرة من قبل الأمير ألبرت الثاني من مؤسسة موناكو.[18]

## وصلات خارجية
- الصفحة الشخصية- على كلية الناس.
- شاي رشيف- مؤتمر تيد.
- شاي رشيف- محاضرات تيد.
- شاي رشيف- إنسايد هاير إد.
- شاي رشيف- نيويورك تايمز.